# Mitsuharu Misawa
Mitsuharu Misawa (三沢 光晴, Misawa Mitsuharu) (18 de Junho de 1962 - 13 de Junho de 2009) foi um lutador de wrestling profissional japônes. Misawa foi famoso por trabalhar para a All Japan Pro Wrestling e recentemente para a Pro Wrestling NOAH. Ele foi também o fundador e um dos chairmans da Global Professional Wrestling Alliance. Misawa morreu após se sentir mal depois de levar um Back Suplex de Akioshi Saito, que o deixou inconsciente e pouco depois, faleceu na ambulância em que levava ao hospital.

## Títulos e prêmios
- All Japan Pro Wrestling
  - AJPW All Asia Tag Team Championship (2 vezes) – com Kenta Kobashi (1) e Yoshinari Ogawa (1)
  - AJPW Triple Crown Heavyweight Championship (5 vezes)
  - AJPW Unified World Tag Team Championship (6 vezes) – com Toshiaki Kawada (2), Kenta Kobashi (2), Jun Akiyama (1) e Yoshinari Ogawa (1)
  - NWA International Junior Heavyweight Championship (1 vez; Último Campeão)
  - PWF World Tag Team Championship (1 vez) – com Jumbo Tsuruta
  - Champion's Carnival (1995, 1998)
  - World's Strongest Tag Team League (1992) – com Toshiaki Kawada
  - World's Strongest Tag Team League (1993, 1994, 1995) – com Kenta Kobashi

- Pro Wrestling NOAH
  - GHC Heavyweight Championship (3 vezes) (Primeiro)
  - GHC Tag Team Championship (2 vezes) – com Yoshinari Ogawa

- Pro Wrestling Illustrated
  - PWI o colocou como #2 dos 500 melhores wrestlers durante a PWI 500 do ano de 1997